# Maurice Yaméogo
Maurice Nawalagmba Yaméogo (Koudougou, 31. prosinca 1921. – Ouagadougou, 9. rujna 1993.), prvi predsjednik Burkine Faso od 1960. do 1966. godine.

## Životopis
Yaméogo se rodio u animističkoj obitelji. Imao je sestru blizanku. Kršten je sa sedam godina i tek je tada dobio ime "Maurice". U Burkini Faso njegovog vremena nije bilo uobičajeno ići u školu. Većina stanovnika su bili farmeri i obrtnici. Završio je osnovnu školu u rodnom mjestu. Nakon toga otišao je u sjemenište grada Pabrea. Izgubio je vjeru, nije postao svećenik i oženio se. Ženio se tri puta i imao puno djece. Na drugom vjenčanju svjedoci su mu bili Félix Houphouët Boigny i Hamani Diori. Felixova žena Marie-Therese se brinula za mladenku. S mjesta predsjednika otišao je 3. siječnja 1966. zbog štrajka sindikata na nacionalnoj razini. S Obalom Bjelokosti uvijek je imao dobre odnose. Kada je vojska preuzela vlast, osuđen je na pet godina prisilnog rada. Oslobođen je, ali i prognan iz zemlje, a sva građanska prava su mu oduzeta. Od 1985. do 1990. bio je u Obali Bjelokosti nakon čega se vratio u zemlju i par godina kasnije umro.